# Saint-Pantaléon-de-Larche
Saint-Pantaléon-de-Larche è un comune francese di 4 769 abitanti situato nel dipartimento della Corrèze nella regione della Nuova Aquitania.

## Società

### Evoluzione demografica
Abitanti censiti